# Mercer (Dakota Północna)
Mercer – miasto w Stanach Zjednoczonych, w stanie Dakota Północna, w hrabstwie McLean.